# Hasselt (Belgien)
Hasselt ist seit 1839
die Hauptstadt der belgischen Provinz Limburg. Seit 1967 ist sie Sitz des römisch-katholischen Bistums Hasselt.

## Politik

### Stadtrat
- PVDA: 2
- Vooruit: 8
- Groen: 4
- VLD: 0
- VLD - NVA: 13
- CD&V: 11
- N-VA: 0
- VB: 5

Nach der Wahl kam es zu einer Koalition aus VLD - NVA, CD&V und Vooruit. 
 Zusammen kommen sie auf 32 der 43 Sitze.
- VLD - NVA: 13
- CD&V: 11
- Vooruit: 8
- VB: 5
- Groen: 4
- PVDA: 2
- VLD: 0
- N-VA: 0

- PVDA: 4
- Vooruit: 28
- Vooruit - Gr: 45
- Groen: 10
- VLD: 17
- VLD - NVA: 13
- CD&V: 39
- CDV/NVA: 10
- N-VA: 23
- VB: 16

- Vooruit - Gr: 45
- CD&V: 39
- Vooruit: 28
- N-VA: 23
- VLD: 17
- VB: 16
- VLD - NVA: 13
- Groen: 10
- CDV/NVA: 10
- PVDA: 4

## Geografie
Hasselt liegt am Albert-Kanal und an dem Fluss Demer. 45 km nördlich von Lüttich an der A 13 und etwa 10 km südlich des Autobahnkreuzes Lummen (A 2 Brüssel - Aachen) liegt es etwa auf halber Strecke zwischen Aachen und Löwen.

## Geschichte
Hasselt entstand am Handelsweg zwischen Brügge über Diest und Maastricht nach Köln und erhielt 1232 von Graf Arnold IV. von Loon das Stadtrecht. Der Ort entwickelte sich zum administrativen Zentrum der Grafschaft Loon, die 1361 dem Hochstift Lüttich zufiel. Mit der Unabhängigkeit Belgiens 1830 wurde Hasselt die Hauptstadt der Provinz Limburg, obwohl es vorher nie zu einem Gebiet dieses Namens gehört hatte. Das Bistum Hasselt wurde 1967 errichtet, indem der Papst es aus dem Bistum Lüttich ausgliederte. Das Gebiet entspricht der belgischen Provinz Limburg.
1971 wurde im benachbarten Diepenbeek das Limburgs Universitair Centrum gegründet, das 2005 in Universität Hasselt umbenannt wurde.
Alle sieben Jahre wird in Hasselt das Virga-Jesse-Fest gefeiert.

## Wirtschaft
Die Fundamente für Hasselts berühmte Jenever-Industrie wurden im 18. Jahrhundert gelegt, sie hatte im 19. Jahrhundert ihre große Blütezeit. Von Bedeutung war auch die Bekleidungsindustrie, an die das Modemuseum Hasselt erinnert.

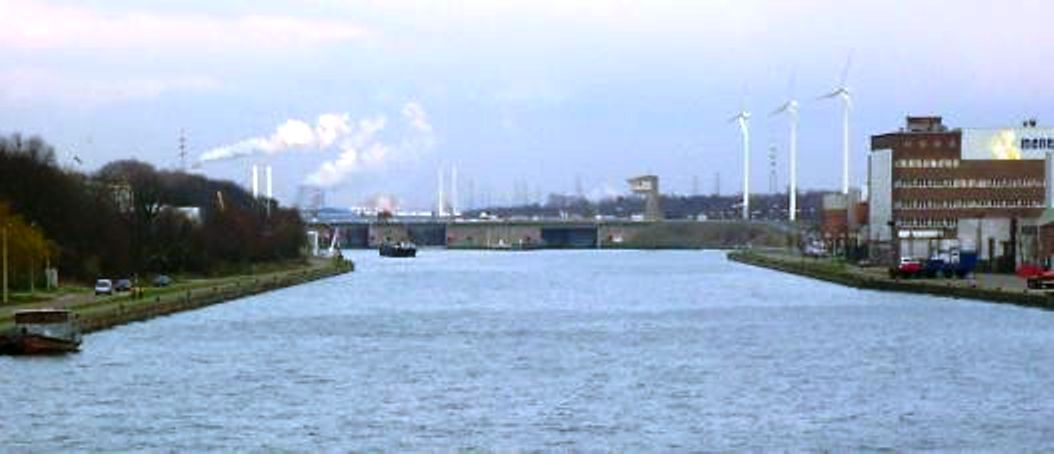
Albertkanal in Hasselt

Der Bau des Albert-Kanals (1930–1939) sorgte für neue industrielle Impulse. Gegenwärtig ist Hasselt vor allem ein Handels- und Verwaltungszentrum. Aber auch kleine und mittlere produzierende Betriebe verschiedener Branchen haben ihren Sitz in Hasselt.
Besonders bedeutend ist der Corda-Innovations-Campus auf dem Gelände des ehemaligen Philips-Werks im Nordosten von Hasselt. Er wurde mit Mitteln des EU-Regional- und Sozialfonds als Hub für Innovationen und Coworking eingerichtet und bietet einen Arbeitsplatz für ca. 3500 Beschäftigte und Selbständige, mit steigender Tendenz. Die Architektur des Büros eld wird als besonders herausragend dargestellt.

## Bildung und Wissenschaft
Neben verschiedenen allgemeinbildenden und beruflichen Schulen beherbergt Hasselt zwei Hochschulen:
- Universität Hasselt, mit insgesamt 9 Fakultäten für Architektur und Gestaltung, Maschinenbau, Wirtschaft, Logistik, Soziales, Jura, Naturwissenschaften und ca. 6.500 Studierenden[9]
- Hogeschool PXL / PXL University College Hasselt, aus dem Zusammenschluss mehrerer Fachschulen (z. B. für Gastronomie und Hotellerie, Gartenbau oder Informatik) entstanden, mit 9 Fakultäten für Informatik, Medien und Tourismus, Gestaltung, Musik, Pflegewissenschaften, Wirtschaft, Sozialarbeit, Gartengestaltung, Technik mit ca. 10.500 Studierenden[10]

## Verkehr

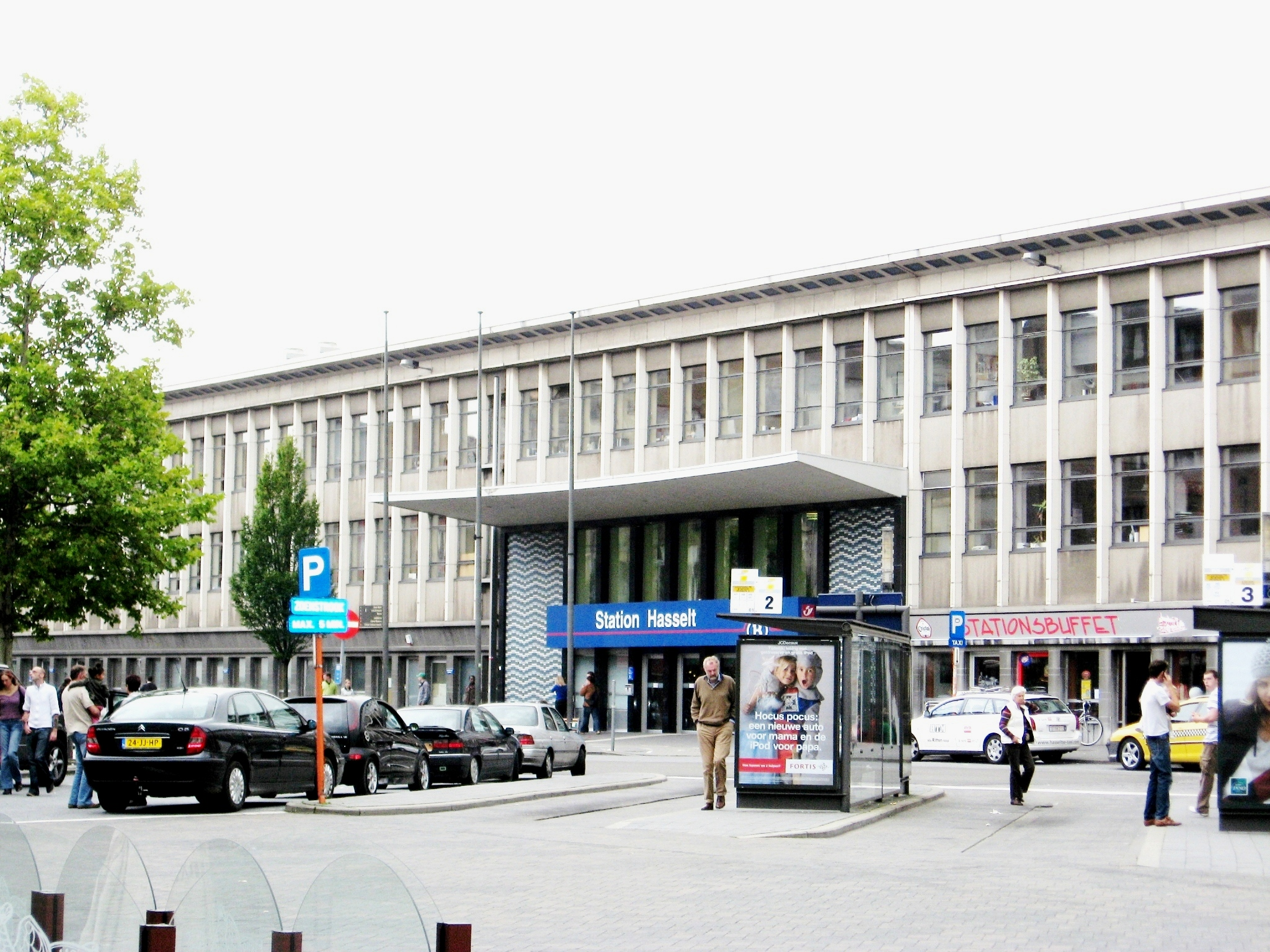
Bahnhof Hasselt

### Kostenloser Busverkehr
Nahverkehrs-Projekt: Durch den populären Bürgermeister der Stadt und späteren Minister sowie Parteivorsitzenden der sp.a, Steve Stevaert, wurde ein europaweit beachtetes Nahverkehrsprojekt gestartet. Durch Einsparungen an sonst notwendig gewordenen Investitionen für den Bau weiterer Straßen wurde es 1997 möglich, einen kostenlosen Busverkehr für Hasselt und die nähere Umgebung einzurichten. Dadurch stieg die Zahl der Fahrgäste von täglich durchschnittlich 1.000 (1996) auf 12.600 (2006).
Im Jahr 2013 wurde das Projekt teilweise beendet, da die stark gestiegenen Betriebskosten nicht mehr nur durch Umlagen finanziert werden konnten. Seitdem werden geringe Fahrtkosten fällig: Kinder und Jugendliche bis 19 Jahre sowie Menschen über 65 Jahren fahren weiterhin kostenlos, alle anderen zahlen 60 Cent pro Fahrt.

### Stadtbahnverkehr
Es war geplant, eine Stadtbahn zwischen Hasselt und der niederländischen Stadt Maastricht auf teilweise stillgelegten Bahnstrecken zu bauen.
Am 18. Dezember 2012 beschloss der Stadtrat von Maastricht in den Niederlanden, dass das länderübergreifende Projekt „Tramverbinding Vlaanderen-Maastricht“ umgesetzt wird. Es verbindet die Zentren von Hasselt und Maastricht. Zwischen den Städten übernimmt sie Aufgaben wie ein Regionalzug; innerhalb der Orte fährt als Straßenbahn bis ins Stadtzentrum. Der größte Teil der Strecke liegt auf belgischem Gebiet. Dieser Teil gehört zum 300 Millionen Euro schweren Spartacus-Plan, der eine Reihe von Verbesserungen im Regionalverkehr in Belgisch-Limburg bringen soll. Nachdem ursprünglich in Belgisch-Limburg 2013 die Entscheidung für das Projekt fallen sollte, entschied sich die flämische Regionalregierung am 4. April 2014 nur für die bevorzugte Trasse. Es musste dann aber ein niederländisch „ruimtelijk uitvoeringsplan“ (in etwa Flächennutzungsplan) erstellt werden.
Im Jahr 2017 wurde eine Informationshomepage zum Stand des Projektes eingerichtet.
Auf niederländischer Seite stimmte der Stadtrat von Maastricht am 6. März 2018 den Plänen endgültig zu. Einsprüche gegen den Bebauungsplan wies der niederländische Staatsrat am 15. Mai 2019 ab. Damit konnte auf belgischer Seite die Ausschreibungen für den Bau der Strecke und die Straßenbahnen selbst gestartet werden. Im Dezember 2019 übertrug die flämische Regionalregierung nicht verwendete Haushaltsmittel in Höhe von 18,6 Millionen Euro für Eisenbahnprojekte im Raum Zeebrügge auf das Spartacus-Projekt für die zwingende Anpassung mehrerer Bahnübergänge.Im Mai 2022 beschloss die flämische Regierung, statt einer Stadtbahnverbindung eine Bustrasse zu errichten. Von niederländischer Seite wurden Forderungen nach Kostenersatz für Planungsaufwand laut.

### EUREGIO-Ticket
Die Stadt lässt sich mit dem ÖPNV per Euregio-Ticket erreichen.

## Sehenswürdigkeiten

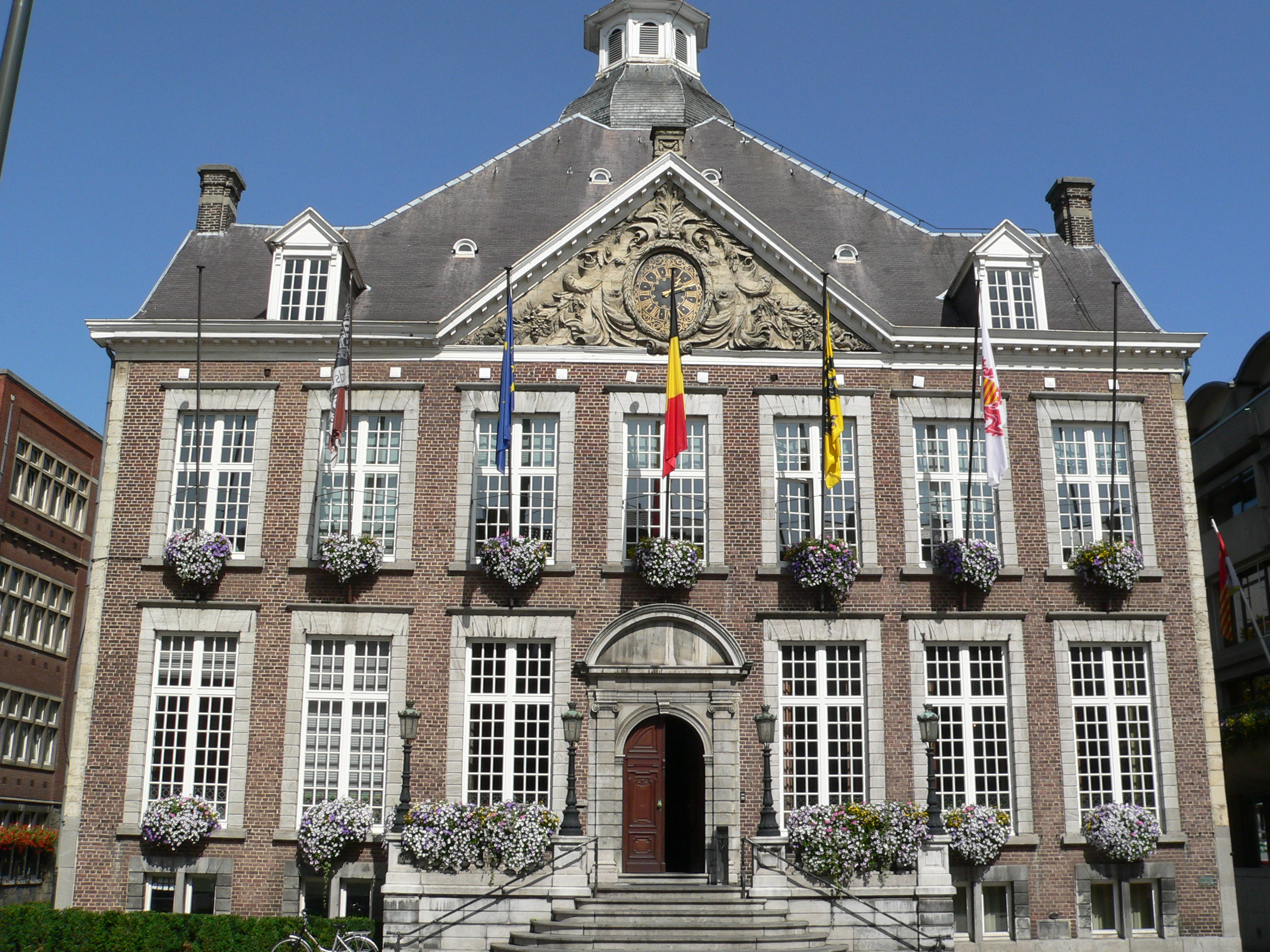
Rathaus
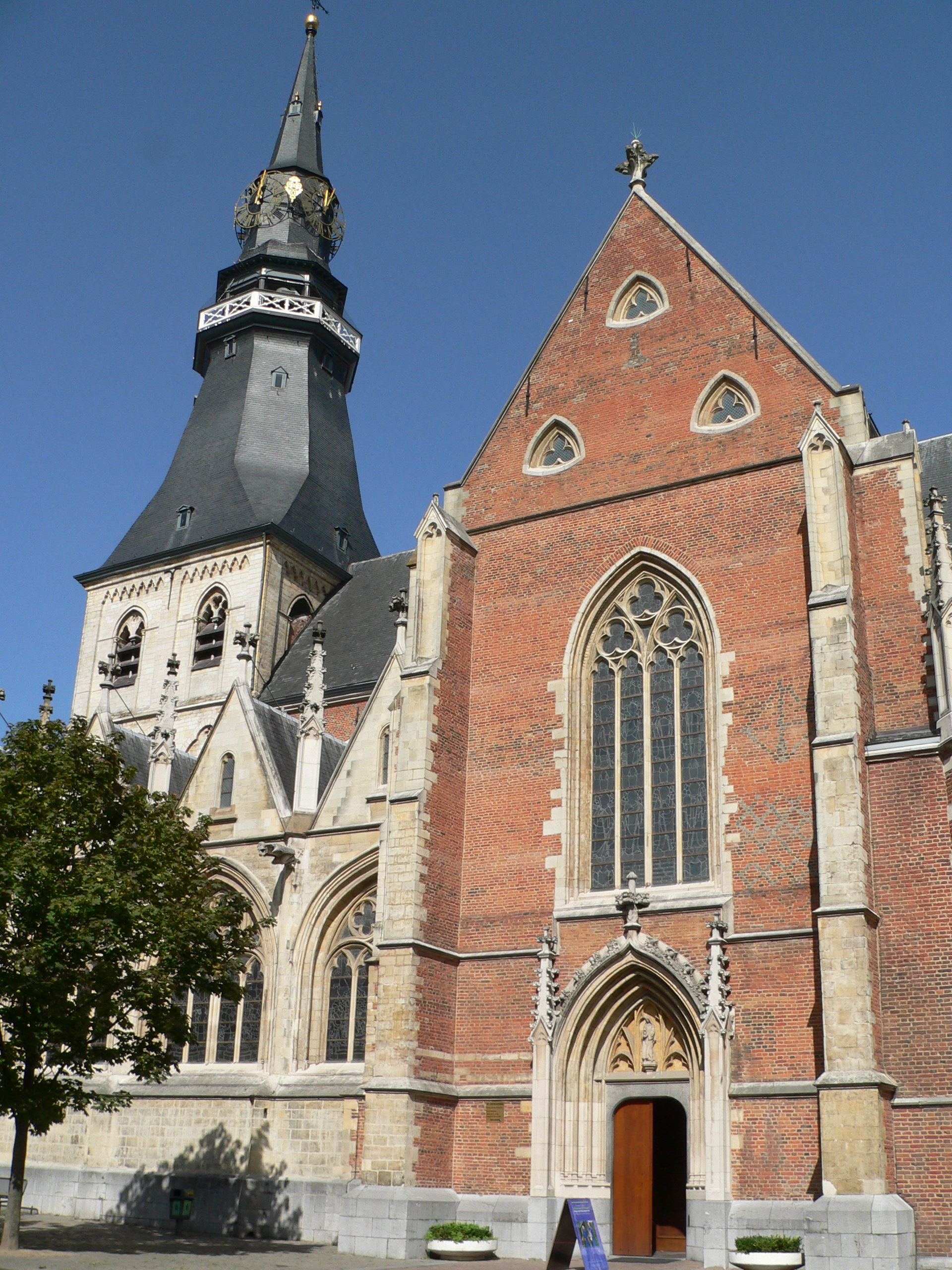
Westturm und Querschiff St.-Quintinus-Kathedrale
Fachwerkhaus Het Sweert
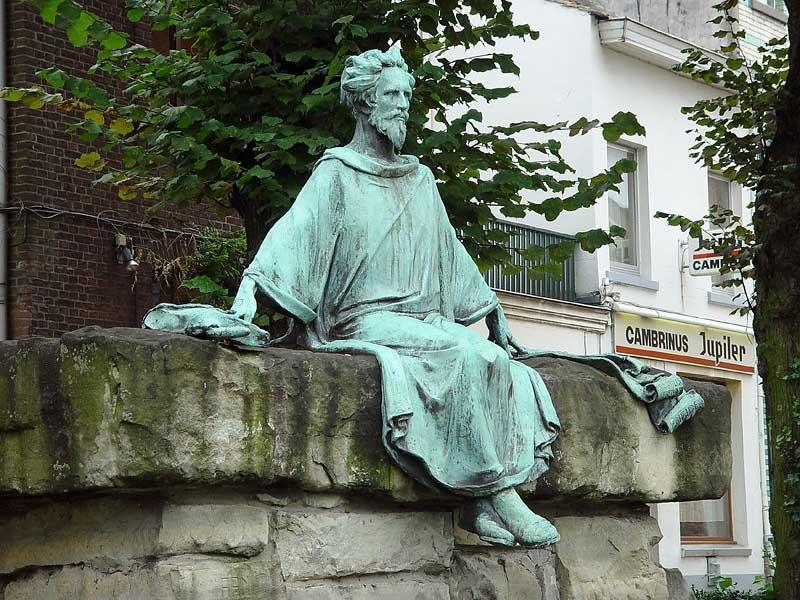
Hendrik van Veldeke-Denkmal in Hasselt
Ehemaliges Postamt
Tee- und Zeremonie-Haus im Japanischen Garten

- St.-Quintinus-Kathedrale: erbaut im 15. und 16. Jahrhundert, auf romanischen Grundmauern, mit 63 m hohem Westturm, der ein wohlklingendes Glockenspiel von 47 Glocken hat; seit dem Jahre 1967 die Kathedrale des Bistums Hasselt (→Lage).
- Städtisches Glockenspiel-Museum: im Glockenturm der Sint-Quintinus-Kathedrale
- Grote Markt: mit schönem Renaissance-Fachwerkhaus Het Sweert aus dem Jahre 1659, das den Namen vom Arm mit Schwert im 1. Stockwerk an der Hausecke hat. Vorgängerbau war seit 1452 ein Wirtshaus. Bis 1713 war es eine Herberge, heute ist es eine Apotheke (→Lage).
- Basilika Virga Jesse: 1728–1740 erbaut im Übergangsstil zwischen Barock und Klassizismus; nach Zerstörung im Jahre 1944 bis zum Jahre 1952 wieder aufgebaut. Beherbergt Kunstschätze wie den Hochaltar aus der ehemaligen Zisterzienser-Abtei von Herkenrode bei Hasselt (→Lage).
- Stadhuis: (Rathaus), ein Patrizier-Haus von 1630 am Groenplaats (oder auch Groen Plein) nördlich des Grote Markts (→Lage).
- Museum Stellingwerff-Waerdenhof:  Museum für Stadt- und Lokalgeschichte mit ältester Monstranz der Welt von 1286

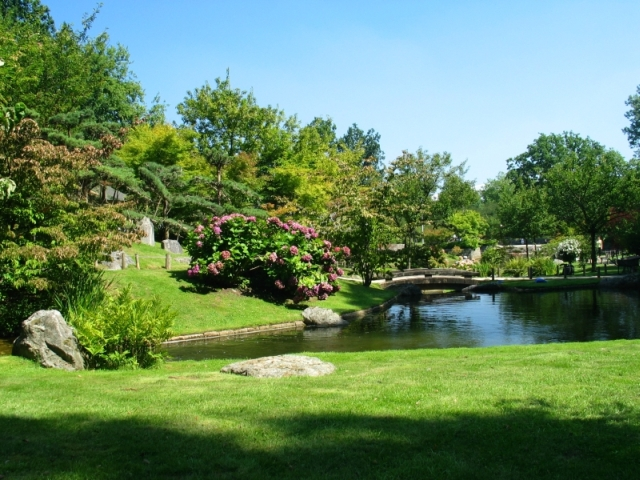
Der Japanische Garten

- Nationales Jenever-Museum: ein der niederländischen bzw. belgischen Spirituose Jenever gewidmetes Museum
- St.-Rochus-Kirche (1655) mit Kloster der Franziskaner-Minoriten, in einer Seitenkapelle mit dem Grabmal des seligen Paters Valentinus Paquay[21]
- Hendrik van Veldeke-Denkmal: Denkmal für den altlimburgischen Dichter (→Lage).
- Städtisches Mode-Museum
- Das frühere Provincieraadsgebouw in der Lombaardstraat (→Lage)
- Das frühere Postamt von Hasselt, welches 1898 im klassizistischen Stil in der Straße Havermarkt erbaut wurde (→Lage).
- Der im Art déco errichtete Gerichtshof (→Lage).
- Der Beginenhof, welcher heute das Kunstzentrum Z33 beherbergt (→Lage).
- Abtei von Herckenrode in Kuringen
- Japanischer Garten

## Regelmäßige Veranstaltungen
- Rockfestival Pukkelpop: das Rockfestival Pukkelpop findet seit 1985 jährlich in Hasselt statt
- Virga-Jesse-Fest: alle sieben Jahre an drei Tagen im August wird in Hasselt das Virga-Jesse-Fest gefeiert (nächster Termin: 2031). Virga-Jesse: gotische Marienstatue aus koloriertem Eichenholz, 14. Jh

- De Hasseltse Jeneverfeesten: ein seit 1990 jährlich am 3. Oktober-Wochenende stattfindendes Stadtfest zu Ehren des Jenever-Schnapses.
- Pferdemarkt in Kuringen: traditioneller jährlicher Pferdemarkt in Kuringen

## Städtepartnerschaften
- Detmold in Nordrhein-Westfalen, Deutschland
- Itami in Japan
- Mountain View in Kalifornien, USA
- Sittard in der niederländischen Provinz Limburg

## Persönlichkeiten

### Söhne und Töchter der Stadt

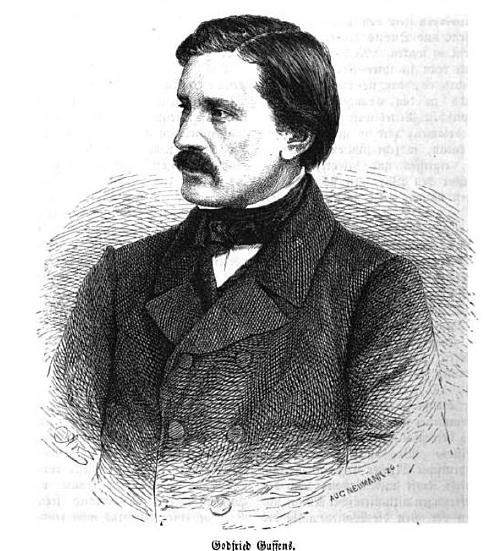
Godefried Guffens, 1866

- Louis Willems (1822–1907), Entdecker des Immunitätsprinzips, Entwickler des ersten Serums gegen die Lungenpest bei Rindern
- Godefried Guffens (1823–1901), Maler
- Adrien de Gerlache de Gomery (1866–1934), Marineoffizier und Polarforscher, Leiter der ersten belgischen Polarexpedition 1897–99
- Joseph Raskin (1892–1943), römisch-katholischer Geistlicher, Scheut-Missionar und Märtyrer
- Petrus Canisius Jean van Lierde (1907–1995), katholischer Geistlicher
- Tina Lucas (1914–2008), Widerstandskämpferin
- Paul Schruers (1929–2008), katholischer Bischof von Hasselt
- Theodor Aerts (1931–2014), Bibel-, Religionswissenschaftler und Kulturanthropologe
- Willy Claes (* 1938), sozialistischer Politiker und Minister, ehemaliger NATO-Generalsekretär
- Paul Schollaert (* 1940), Komponist, Chorleiter und Priester
- Yvette Fontaine (* 1946), Autorennfahrerin
- Paul Van Nevel (* 1946), Dirigent, Musikwissenschaftler und Kunsthistoriker
- Frie Leysen (1950–2020), Kuratorin und Direktorin von Theaterfestivals
- Johan Leysen (1950–2023), Bühnen- und Filmschauspieler
- René Martens (* 1955), Radrennfahrer
- Johan Wellens (* 1956), Radrennfahrer
- Erik Smets (* 1957), Botaniker
- Benny Van Brabant (* 1959), Radrennfahrer
- Leo Wellens (* 1959), Radrennfahrer
- Bert Roebben (* 1962), römisch-katholischer Theologe
- Kurt Bikkembergs (* 1963), Komponist, Musikpädagoge und Dirigent
- Dana Winner (* 1965), Sängerin
- Luc Nilis (* 1967), ehemaliger Fußballspieler
- Axelle Red (* 1968), Sängerin, die vorwiegend französische Chansons singt
- Marc Wauters (* 1969), Radrennfahrer
- Stijn Vreven (* 1973), Fußballspieler
- Gwendolyn Rutten (* 1975), Politikerin
- Regi Penxten (* 1976), Musikproduzent, Songwriter und DJ
- Ilona Regulski (* 1976), Ägyptologin
- Anthony Kumpen (* 1978), Autorennfahrer
- Bernd Thijs (* 1978), Fußballspieler
- Jan Kuyckx (* 1979), Radrennfahrer
- Gert Steegmans (* 1980), Radrennfahrer
- Maarten Wijnants (* 1982), Radrennfahrer
- Davina Philtjens (* 1989), Fußballspielerin
- Katrien Gielen (* 1990), Volleyball- und Beachvolleyballspielerin
- Jef Lettens (* 1990), Handballspieler
- Hanne Claes (* 1991), Leichtathletin
- Sander Gillé (* 1991), Tennisspieler
- Tom Robyns (* 1991), Radrennfahrer
- Laurens Vanthoor (* 1991), Automobilrennfahrer
- Julie Biesmans (* 1994), Fußballspielerin
- Nathalie Lemmens (* 1995), Volleyballspielerin
- Robbe Ghys (* 1997), Radsportler
- Jodie Guilliams (* 1997), Volleyballspielerin
- Max Verstappen (* 1997), belgisch-niederländischer Automobilrennfahrer
- Dries Vanthoor (* 1998), Automobilrennfahrer
- Gilles-Arnaud Bailly (* 2005), Tennisspieler
- Jarno Widar (* 2005), Radrennfahrer

### Personen mit Beziehung zur Stadt
- Valentin Paquay (1828–1905), Franziskaner, 2003 seliggesprochen
- Jozef-Maria Heusschen (1915–2002), katholischer Geistlicher, erster Bischof von Hasselt
- Patrick Hoogmartens (* 1952), katholischer Bischof von Hasselt
- Guy Bleus (* 1950), Künstler
- Marijke Amado (* 1954), Einwohnerin der Stadt
- Steve Stevaert (1954–2015), ehemaliger sozialistischer Bürgermeister der Stadt, Gouverneur der Provinz Limburg